# Lowline (New York City)

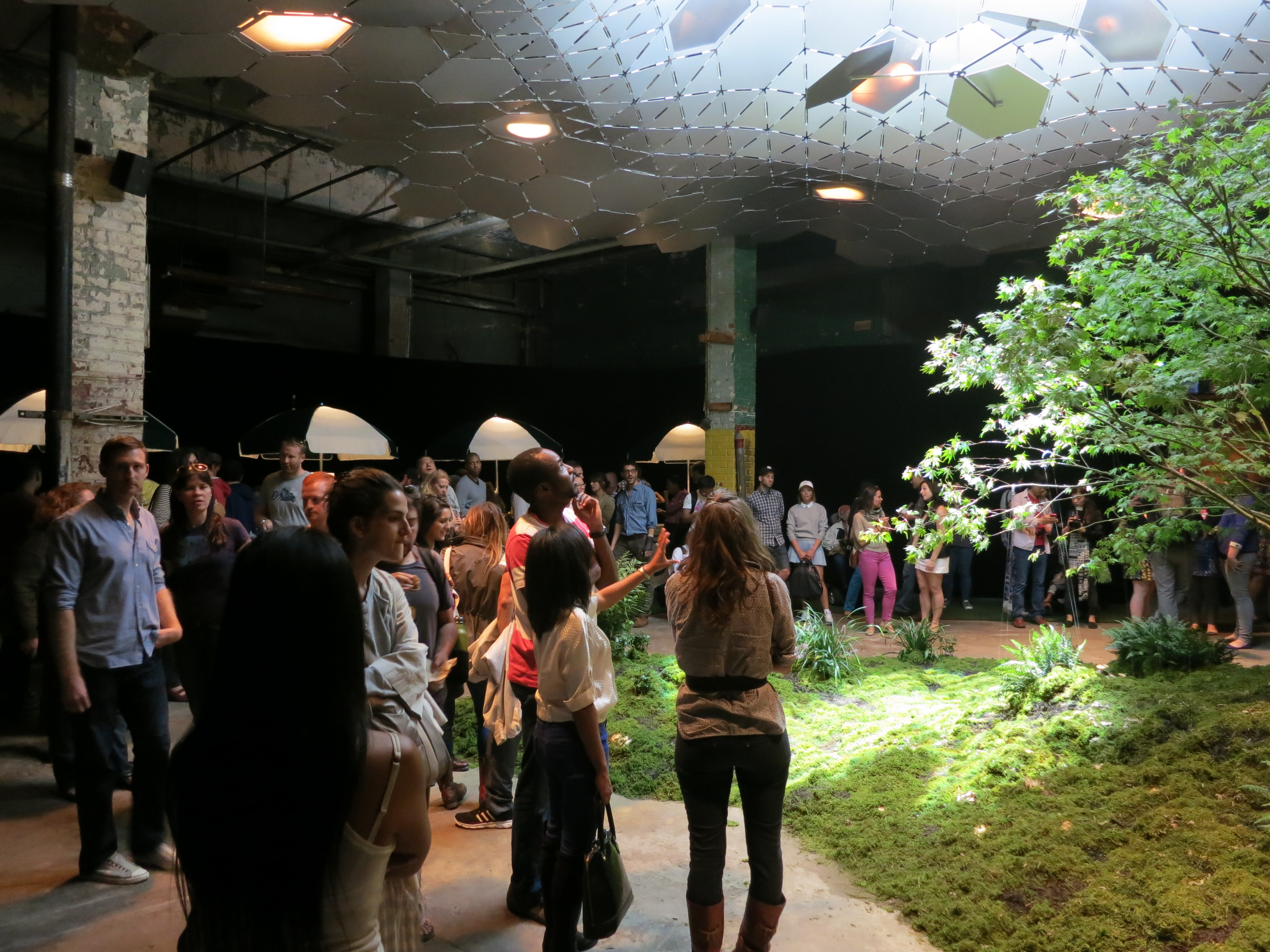
Lowline Tech Demo 2012

Die Lowline ist ein Projekt in der Lower East Side des New Yorker Stadtteils Manhattan.

## Geschichte
Im Jahre 2011 planten James Ramsey und Dan Barasch in einer seit 1948 nicht mehr genutzten unterirdischen Straßenbahnendstation und Wendeschleife und einem Teil der unterirdischen Strecke Richtung der östlich gelegenen Williamsburg Bridge über drei Blocks von der Essex Street zur Clinton Street einen unterirdischen Park anzulegen, die Lowline. Der Name ist angelehnt an den Park auf einer ehemaligen Hochbahntrasse auf der westlichen Seite Manhattans, der High Line. Die stillgelegten Straßenbahnanlagen sind heute von der Essex Street Station der U-Bahnlinien J, M und Z einzusehen.
2012 konnten die Initiatoren mit Hilfe von 150.000 US$, die von 3300 Investoren auf der Crowdfunding-Plattform Kickstarter aufgebracht wurden, die Solartechnik des geplanten Parks ausführlich vorstellen. 2014 war noch nicht geklärt, wie die geschätzten Baukosten von 55 Mio. US$ aufgebracht werden können, da der Eigentümer der Station und der Strecke, die Metropolitan Transportation Authority New Yorks (MTA) sich nicht an den Kosten beteiligen wollte. Die MTA hat daneben eigene Pläne zur Nutzung der Räume, zum Beispiel als Diskothek.
Im Herbst 2015 wurde in der Nähe der Lowline ein Versuchslabor eingerichtet, in welchem über 3000 Pflanzen unter Ausnutzung von Sonnenlicht und künstlicher Lichtquellen gezogen werden (Lowline Lab). Aufgrund des großen Publikumsinteresses wurde der Versuch bis März 2017 verlängert, während in der Zwischenzeit weiter Mittel für das Projekt eingeworben werden sollen. Allerdings steigen mit der Zeit auch die geschätzten Kosten des Projekts, Mitte 2016 werden 80 Mio. genannt.

## Technische Details
Durch Lichtkollektoren soll an der Erdoberfläche, so zum Beispiel auf dem Mittelstreifen der Delancey Street, Sonnenlicht eingesammelt und über Glasfaserkabel in die 6 Meter hohen Gartenräume geleitet werden. Nachts und in Zeiten, wenn die Sonne verdeckt ist, soll künstliches Licht eingesetzt werden. Das gesammelte, ins Untergeschoss geleitete Licht und das künstliche Licht sorgen für eine Photosynthese und damit für ein Wachstum der Pflanzen.